# 블타바강

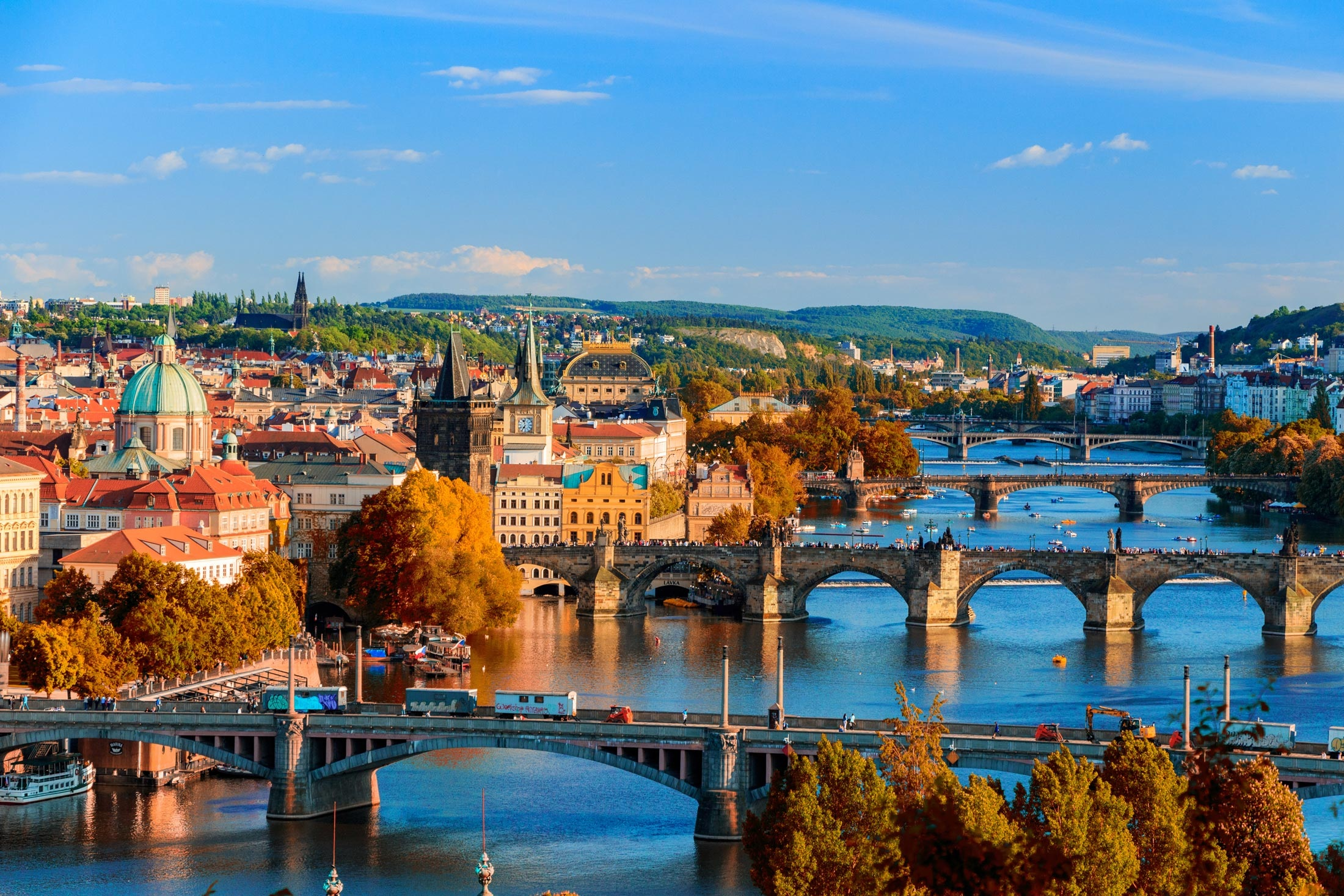

블타바강

블타바강(체코어: Vltava) 또는 몰다우강(독일어: Moldau)은 체코에서 가장 긴 강으로 그 길이는 430 킬로미터에 이른다. 슈마바 산맥에서 발원하여 체스키크룸로프, 체스케부데요비체, 프라하를 거쳐 맬니크에서 엘베강과 합류한다. 블타바강으로 흘러드는 지류에는 말셰강, 루주니체강, 오타바강, 사자바강, 베로운카강 등이 있다. 이 지류들과 블타바강은 엘베강과 함께 체코의 남쪽 3/1을 뒤덮고 있다. 이로 인해 블타바강은 전통적으로 체코 전체의 배수 시스템을 형성하는 것으로 인식되었다.